# Пеоний
Пеоний, также встречаются варианты Пэоний и Пайоний (др.-греч. Παιώνιος Μενδαῖος) — древнегреческий скульптор, родом из Менде, во Фракии, современник Фидия, трудился во 2-й половине V столетия до н. э.
Предание приписывает ему группу восточного фронтона храма Зевса в Олимпии. До нас дошло одно несомненно подлинное произведение этого художника — снабжённая его именем мраморная статуя «Победы», составлявшая обетный дар мессенцев Олимпийскому Зевсу за победу, одержанную ими при Сфактерии. Фигура богини, олицетворенной в этом изваянии, отличается удивительной изящностью форм, в особенности же силой и смелостью движения.

## Работы

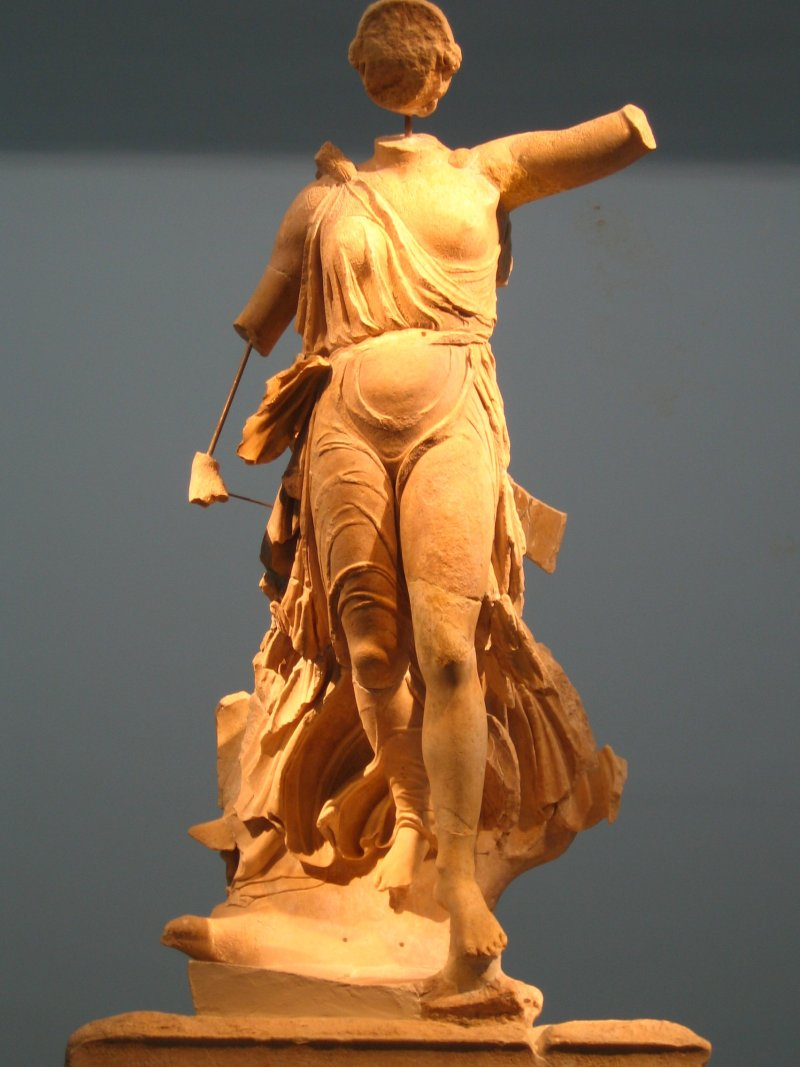
Ника